# Claire de Duras
Madame de Duras
Claire de Coëtnempren de Kersaint, née le 27 février 1777, à Brest et morte le 16 janvier 1828 à Nice est une écrivaine française. Devenue par mariage duchesse de Duras en 1797, elle est couramment appelée Claire de Duras ou Madame de Duras.
Fille d'un officier de marine guillotiné comme girondin en 1793 et d'une Française de Martinique, elle vit à l'étranger (États-Unis, Martinique (sous occupation anglaise), Royaume-Uni) de 1794 à 1800. Sous le règne de Napoléon (1800-1815), elle vit en général en province, puis tient un important salon parisien sous la Restauration. Elle se consacre à l'écriture romanesque à partir de 1821, publiant avec réticence ses deux premiers romans, puis renonçant à la publication des œuvres suivantes. 
Surtout connue pour son roman Ourika (1823), qui analyse les questions d’égalité raciale et sexuelle, elle est considérée de nos jours comme une précurseure du féminisme,. De surcroît antiraciste, elle était, de ces deux points de vue, en avance sur son temps.

## Biographie

### Origines familiales
Elle est la fille d'Armand de Kersaint, officier de marine de haut rang. Sa mère est originaire de la Martinique, territoire du royaume dont l'économie est fondée sur l'esclavage dans les plantations sucrières. 

### Période de la Révolution et de l'exil
Claire a douze ans lorsque la Révolution française débute en 1789. Après que la République est proclamée en 1792, Armand de Kersaint, contre-amiral, se place dans le parti relativement modéré des Girondins, que la Convention nationale renverse en juin 1793. Comme beaucoup d'autres sympathisants de cette tendance, il est condamné à mort, puis guillotiné le 4 décembre 1793. 
La jeune fille part alors pour les États-Unis (pays neutre dans les guerres de la première coalition), séjourne à la Martinique, puis se rend à Londres, où elle épouse le 27 novembre 1797 Amédée-Bretagne-Malo de Durfort (duc de Duras à partir de 1800) qui fait partie de l'émigration contre-révolutionnaire. Ils ont deux filles, nées en Angleterre, Félicie en 1798 et Clara en 1799.

### Période napoléonienne (1800-1815): vie retirée à Ussé
Rentrée en France en 1800, la duchesse de Duras reste à l’écart de Paris, où le pouvoir est détenu depuis novembre 1799 par Napoléon Bonaparte, Premier Consul puis empereur (1804). Elle séjourne le plus souvent dans son château d'Ussé (Indre-et-Loire). 
Elle devient alors l'amie de Chateaubriand, qui l'appelle sa « chère sœur ».

### Période de la Restauration (1815-1828): le salon de Madame de Duras
Sous la Restauration, à partir de 1815, elle tient le plus important salon parisien de son temps, accueillant toutes les opinions et protégeant « les arts et les artistes, les lettres et les auteurs », comme l'écrit le duc de Lévis dans son Journal). 
Elle devient l’amie de Germaine de Staël (fille de Jacques Necker) et de Rosalie de Constant, cousine de Benjamin Constant.
Le mari de Claire de Duras est titulaire d’une des plus importantes charges de la Cour, celle de premier gentilhomme de la chambre.

## Travaux d'écriture et problèmes de publication

### Ourika(1823)
Au mois de novembre 1821, Claire de Duras écrit Ourika, l’histoire d’une jeune fille noire élevée au sein de la meilleure société de la fin du XVIIIe siècle, mais qui, se rendant compte que sa couleur l’isole à jamais, en meurt de chagrin. Ce récit, tiré d’un fait authentique, suscite, avant même sa publication, un très grand engouement parmi ceux qui sont admis à lire ou à entendre lire ce bref roman. 
En décembre 1823, la duchesse finit par se résoudre à l'impression privée de quelques exemplaires d’Ourika, puis, sur la sollicitation du public cultivé, elle accepte la publication du roman le 27 mars 1824 (chez Ladvocat). Le succès est immense. 

### Édouard(1825)
En 1825, elle a accepte de publier un deuxième roman, Édouard.

### L'affaireOlivier(1826)
Au mois de janvier 1826, Henri de La Touche publie anonymement un roman qu'il a écrit, Olivier, en s'efforçant de le faire passer pour le troisième roman de Madame de Duras dont tout le monde attend la publication. Il est en effet de notoriété publique, qu’après avoir traité de l’exclusion raciale, puis des inégalités sociales, Madame de Duras aborde, dans un roman intitulé Olivier ou le Secret, la question de l’impuissance masculine ; c'est le roman de Duras qui inspirera à Stendhal son Armance.

### Publications posthumes
Découragée par cette entreprise d’appropriation de son œuvre, Claire de Duras se refuse dès lors à toute publication de ses romans ultérieurs, qui vont rester enfermés dans des archives familiales jusqu’aux XXe et XXIe siècles.
- en 1971, Denise Virieux publie chez José Corti une version incomplète d’Olivier ou le Secret, d’après un brouillon manuscrit de ce roman.

- en 2007, aux éditions Gallimard, coll. « Folio classique » (préface de Marc Fumaroli), Marie-Bénédicte Diethelm publie le roman complet et inédit d’Olivier ou le Secret conforme au manuscrit conservé dans les archives de la duchesse (Ourika, Édouard et Olivier ou le Secret, Gallimard, coll. « Folio classique », 2007).

- en 2011 : publication de deux autres romans inédits de Claire de Duras aux Éditions Manucius, Mémoires de Sophie et Amélie et Pauline (éd. Marie-Bénédicte Diethelm).

- en 2023 : édition des Œuvres romanesques de Claire de Duras contenant Ourika, Édouard, Olivier ou le Secret, Le Moine du Saint-Bernard ainsi que deux ébauches  En Bretagne et Le Paria. (Gallimard, coll. « Folio classique »). Le Moine du Saint-Bernard, En Bretagne et Le Paria, inédits, sont publiés pour la première fois dans cette édition (éd. Marie-Bénédicte Diethelm).
- en 2024: publication d'Aloys ou le Religieux du Mont-Saint-Bernard d'Astolphe de Custine (éd. Marie-Bénédicte Diethelm, Classiques Garnier). Ce roman, initialement publié en 1829, s'inspire étroitement du Moine du Saint-Bernard de Claire de Duras (1822).

## Littérature
Claire de Duras a traité de sujets complexes et controversés, avec principalement des personnages opprimés et marginalisés que leur race ou leur origine sociale empêche de connaître le bonheur. Elle a exploré beaucoup de principes fondamentaux de la Révolution française et a évoqué les discussions intellectuelles des Lumières, en particulier l’égalité entre tous les hommes et des femmes. La tragédie est un thème commun à ses sujets. Dans chacun de ses trois romans, l’accomplissement de la relation entre les deux amoureux ne peut avoir lieu à la fois pour des motifs extérieurs (origine/état) ou intérieurs (secret personnel/homosexualité ?).
Longtemps considérée comme auteur de petits romans sentimentaux sans importance, la critique récente a révélé que ses œuvres étaient autant de mines de théorie post-moderne sur la question de l’identité. Il est probable que Claire de Duras n’avait pas été bien lue parce que, en avance sur son temps, le choix et le traitement de ses sujets n’ont pu être appréciés jusqu’à récemment.
C’est le premier de ses romans, consacré à la destinée de la jeune fille noire Ourika, qui devait laisser la plus grande marque dans l’histoire de la littérature : la jeune Africaine est retirée de la vente sur le marché des esclaves par le gouverneur du Sénégal qui l’amène à Paris pour l’offrir à une amie. Ourika reçoit une bonne éducation, elle se rend compte, à l’âge de quinze ans, du préjudice que provoque la couleur de sa peau. Après le mariage de Charles, dont elle est amoureuse avec une Française, elle se retire au couvent où elle finira par mourir prématurément. On pense que ce roman est le premier dans la littérature française à étudier le problème des relations interraciales et, en particulier, de l’amour entre ceux qui appartiennent à différentes races ; c’est la raison pour laquelle, dans la deuxième moitié du XXe siècle, l’intérêt littéraire et scientifique pour ce roman s’est beaucoup accru.
Édouard est également l’histoire d’un amour rendu impossible par la différence de conditions sociales. Amoureux de la fille du maréchal d’Olonne qui l’a recueilli, Édouard doit s’éloigner et, après la mort de sa bien-aimée, se fait tuer au cours de la guerre d’indépendance américaine.
Claire de Duras a dénoncé l'étroitesse d'esprit d'une société minée par les préjugés, où la race, la classe sociale, l’orientation sexuelle peuvent constituer autant d'obstacles, plaidant pour la tolérance. Remarquable également pour son temps est le roman Olivier ou le Secret, qui souleva de nombreuses polémiques et ne fut publié qu’en 2007 dans sa version complète d’après le manuscrit autographe, pour sa représentation, sous couvert d'impuissance sexuelle, de l’homosexualité d’un jeune homme.

## Œuvres

### Publications de son vivant
- Ourika, 1823, réédition Éditions des femmes, Paris 1979.
- Édouard, 1825, réédition Mercure de France, Paris 1983.

### Publications posthumes
- Ourika et Édouard, Paris, Renault et Cie, 1861, 108, 107, 2 vol., fig. ; in-18, t. 1 sur Gallica, t. 2 sur Gallica.
- Œuvres de madame la duchesse de Duras : Ourika, Édouard précédées d'une notice sur sa vie et ses écrits (préf. Pierre-Alexandre Gratet-Duplessis), Paris, Passard, 1851, xxiv-298, in-12 (OCLC 190827536, lire en ligne sur Gallica).
- Olivier ou le Secret, Paris, José Corti, 1971.
- Marie-Bénédicte Diethelm (éd.), Ourika, Édouard, Olivier ou le Secret, Gallimard, « collection Folio classique », 2007, Préface de Marc Fumaroli.
- Marie-Bénédicte Diethelm (éd.), Mémoires de Sophie, suivi de Amélie et Pauline : romans d'émigration, Paris, Manucius, 2011, 203 p., 24 cm (ISBN 978-2-84578-136-8, OCLC 780312978, lire en ligne).
- Marie-Bénédicte Diethelm (éd), Œuvres romanesques, Paris, Folio, 2023 (Ourika, Édouard, Olivier, Le Moine du Saint-Bernard, En Bretagne et Le Paria).

### Correspondance
- Alexandre de Humboldt, Lettres inédites à Claire de Duras (1814-1828), préface Marc Fumaroli, édition Marie-Bénédicte Diethelm, Éditions Manucius, 2016. Cet ouvrage a remporté le Prix Sévigné 2016
- François-René Chateaubriand, Delphine de Sabran Custine, Claire de Duras (préf. Marc Fumaroli), L’Amante et l’Amie : lettres inédites : 1804-1828, Marie-Bénédicte Diethelm, Bernard Degout éds., Paris, Gallimard, 2017, 692 p., 23 cm (ISBN 9782070147038, OCLC 1015566637, lire en ligne).